# Clube Desportivo Trofense
El Clube Desportivo Trofense és un club de futbol portuguès de la ciutat de Trofa.

## Història
El club va néixer l'any 1930. La temporada 2005-06 fou campió del seu grup a la tercera categoria. En la fase de playoff assolí l'ascens a segona. La temporada 2007-08 guanyà la segona divisió portuguesa i assolí l'ascens a primera.

## Palmarès
- Segona divisió portuguesa de futbol: 
  - 2007-08
- Tercera divisió portuguesa de futbol: 
  - 1991-92